# Hylaeanthe unilateralis
Hylaeanthe unilateralis là một loài thực vật có hoa trong họ Marantaceae. Loài này được (Poepp. & Endl.) A.M.E.Jonker & Jonker mô tả khoa học đầu tiên năm 1955.